# Быков, Тимофей Тимофеевич
Тимофей Тимофеевич Быков (1909—1947) — бригадир тракторной бригады Щетинкинской МТС Минусинского района Красноярского края, Герой Социалистического Труда (10.04.1948, посмертно).

## Биография
Родился в 1909 году в деревне Быстрая Минусинского уезда Енисейской губернии (сейчас Красноярский край, Минусинский район).
Окончил начальную школу.
С 1930 года работал в местном колхозе «Труженик». После окончания механизаторских курсов (1934) — тракторист Щетинкинской машинно-тракторной станции (МТС). С 1938 года бригадир тракторного отряда.
В марте 1943 года призван в РККА. Служил шофёром 75-го гвардейского отдельного батальона связи (1-й гвардейский механизированный корпус). Награждён медалями «За боевые заслуги» (08.06.1945) и «За победу над Германией в Великой Отечественной войне 1941—1945 гг.».
После демобилизации в 1945 году продолжил работать в Щетинкинской МТС бригадиром тракторной бригады, которая обслуживала колхоз «Красный маяк». По итогам работы в 1947 году механизаторы получили там урожайность пшеницы 22,3 центнера с гектара на площади 150 гектаров.
В декабре 1947 года умер. Был похоронен на кладбище села Николо-Петровка Городокского сельсовета Минусинского района.
Указом Президиума Верховного Совета СССР от 10 апреля 1948 года за получение высоких урожаев присвоено звание Героя Социалистического Труда (посмертно).